# Naturhistorisk Museum

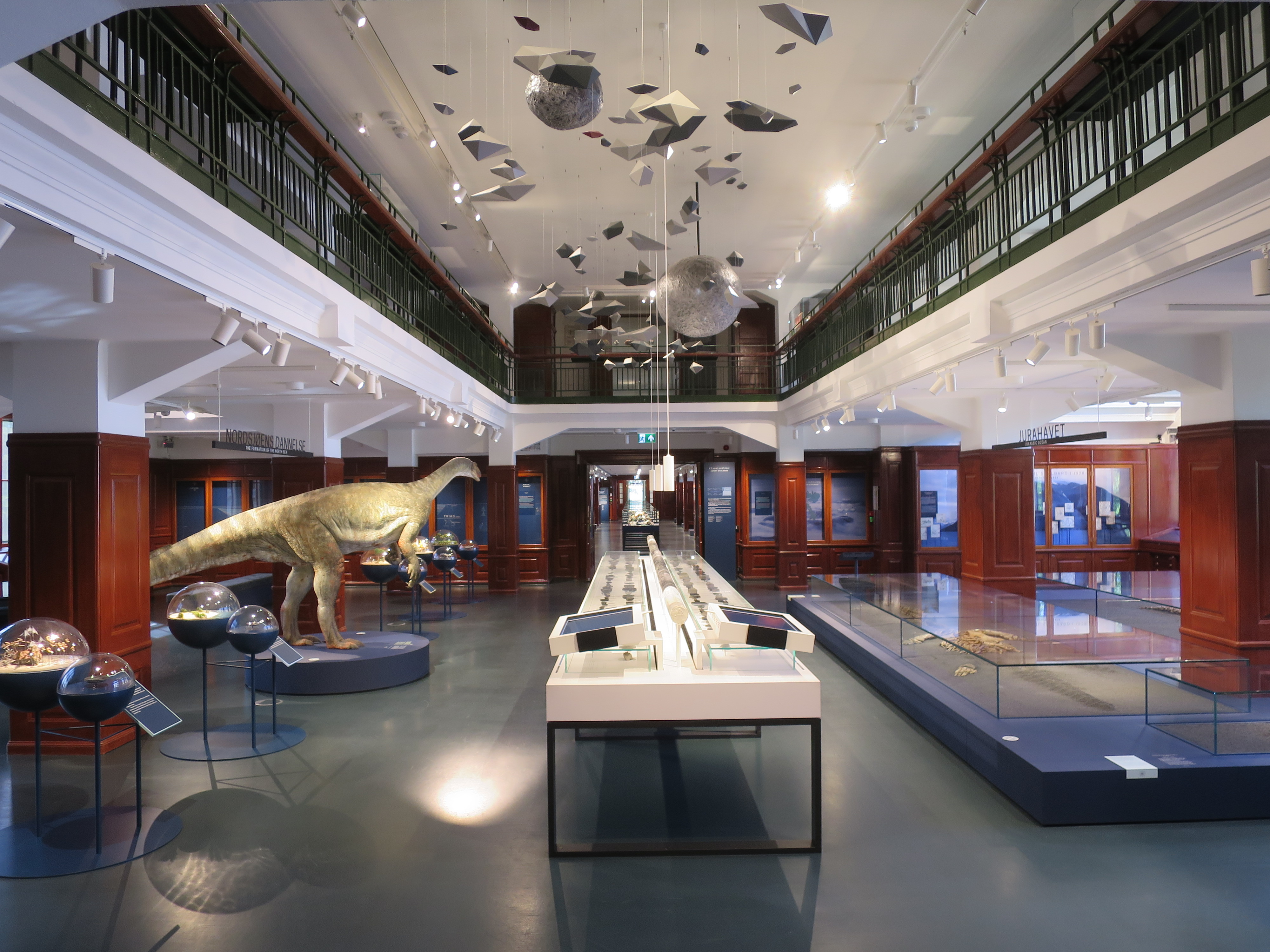
Geologisches Museum des Naturhistorischen Museums

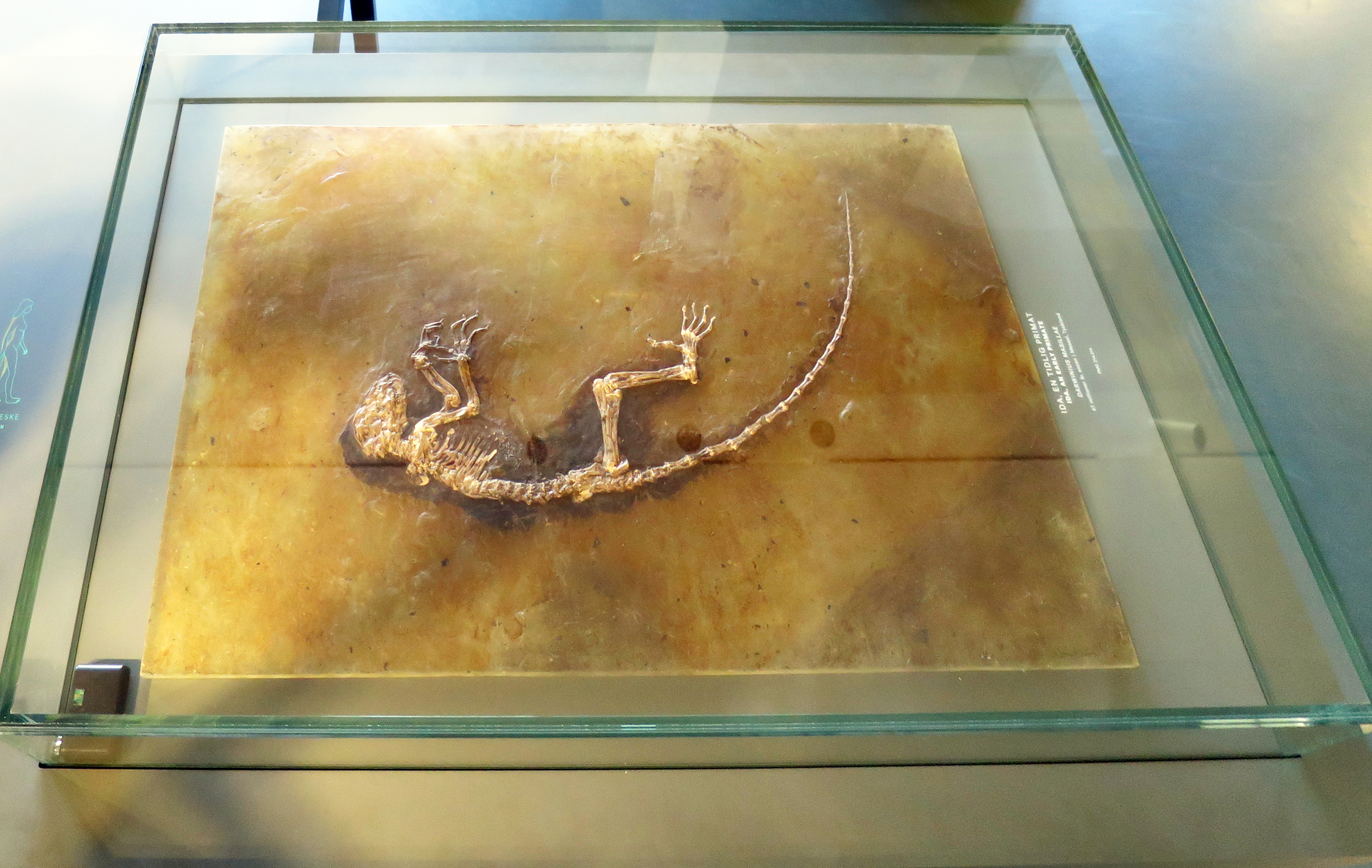
Darwinius „Ida“ in der Dauerausstellung

Das Naturhistorisk Museum (NHM) ist das älteste und größte Naturkundemuseum Norwegens und befindet sich in Oslo. Es umfasst botanische, mykologische, paläontologische, geologische sowie zoologische und Gewebe-Sammlungen.
Die Geschichte des Museums reicht zurück bis zum Botanischen Garten der Universität Oslo, der neben dem Gebiet des Tøyen 1814 gegründet wurde. Das Zoologische Museum, Botanische Museum und das Geologische Museum wurden rund 100 Jahre später gegründet, als das Universitätsgelände im Zentrum von Oslo zu klein für solche Zwecke wurde. Bedeutende Forscher am Museum waren der Geologe Waldemar Christofer Brøgger und der Botaniker Nordal Wille (1858–1924). Im 20. Jahrhundert waren das Museum und der Botanische Garten in fünf verschiedene Bereiche gegliedert, die am 1. August 1999 zusammengelegt wurden. Der gegenwärtige Name des Museums stammt aus dem Jahre 2005.
Unter den wichtigsten Ausstellungsobjekten befindet sich der Holotypus von Darwinius, „Ida“, ein Primat aus dem Eozän.